# Light Up the Dark
«Light Up the Dark» — другий студійний альбом британської співачки і авторки-виконавиці Габріель Аплін, випущений лейблом Parlophone Records 18 вересня 2015 року.
Альбом "Light Up The Dark" демонструє перехід від акустичного звучання попередніх робіт до джазових експериментів, зберігаючи при цьому глибину текстів. Аплін зазначила, що хоча спочатку сумнівалася щодо назви альбому, згодом зрозуміла, що назва одноіменної пісні найбільш точно відображає загальну атмосферу і зміст альбому.

## Список композицій
| Light Up the Dark – стандартне видання | Light Up the Dark – стандартне видання                | Light Up the Dark – стандартне видання | Light Up the Dark – стандартне видання |
| #                                      | Назва                                                 | Автор                                  | Тривалість                             |
| -------------------------------------- | ----------------------------------------------------- | -------------------------------------- | -------------------------------------- |
| 1.                                     | «Light Up the Dark»                                   | Габріель Аплін Люк Поташник            | 4:16                                   |
| 2.                                     | «Skeleton»                                            | Аплін Поташник Адам Аргіл              | 3:37                                   |
| 3.                                     | «Fools Love»                                          | Аплін Поташник                         | 4:05                                   |
| 4.                                     | «Slip Away»                                           | Аплін Нік Аткінсон                     | 3:52                                   |
| 5.                                     | «Sweet Nothing»                                       | Аплін Поташник Шарлотта О’Коннор       | 2:53                                   |
| 6.                                     | «Heavy Heart»                                         | Аплін Поташник                         | 3:55                                   |
| 7.                                     | «Shallow Love»                                        | Аплін Поташник Саша Скарбек            | 3:59                                   |
| 8.                                     | «Anybody Out There»                                   | Аплін Метт Прайм Уейн Хектор           | 3:09                                   |
| 9.                                     | «Hurt»                                                | Аплін Поташник Аргіл                   | 4:13                                   |
| 10.                                    | «Together»                                            | Аплін Поташник Скарбек                 | 2:45                                   |
| 11.                                    | «What Did You Do?»                                    | Аплін Поташник Аргіл                   | 4:21                                   |
| 12.                                    | «A While»                                             | Аплін Поташник                         | 4:23                                   |
| 13.                                    | «Don't Break Your Heart On Me» (прихована композиція) | Аплін Поташник Олфі Хадсон-Тейлор      | 4:30                                   |
| 49:58                                  |                                                       |                                        |                                        |

| Light Up the Dark – розширене видання (бонусні композиції) | Light Up the Dark – розширене видання (бонусні композиції) | Light Up the Dark – розширене видання (бонусні композиції) | Light Up the Dark – розширене видання (бонусні композиції) |
| #                                                          | Назва                                                      | Автор                                                      | Тривалість                                                 |
| ---------------------------------------------------------- | ---------------------------------------------------------- | ---------------------------------------------------------- | ---------------------------------------------------------- |
| 13.                                                        | «Don't Break Your Heart On Me»                             | Аплін Поташник Олфі Хадсон-Тейлор                          | 3:00                                                       |
| 14.                                                        | «This Side of the Moon»                                    | Аплін Поташник                                             | 4:10                                                       |
| 15.                                                        | «Coming Home»                                              | Аплін Джон Сміт Ліза Ханніган                              | 3:34                                                       |
| 16.                                                        | «Letting You Go»                                           | Аплін Кесс Лоув Джиммі Лоув                                | 3:09                                                       |
| 17.                                                        | «The House We Never Built»                                 | Аплін Поташник Том Уайлдінг                                | 3:15                                                       |
| 18.                                                        | «You Don't Like Dancing»                                   | Аплін Поташник Скарбек                                     | 3:35                                                       |

| Light Up the Dark – Японське видання (бонусні композиції) | Light Up the Dark – Японське видання (бонусні композиції) | Light Up the Dark – Японське видання (бонусні композиції) | Light Up the Dark – Японське видання (бонусні композиції) |
| #                                                         | Назва                                                     | Автор                                                     | Тривалість                                                |
| --------------------------------------------------------- | --------------------------------------------------------- | --------------------------------------------------------- | --------------------------------------------------------- |
| 13.                                                       | «A Case of You»                                           | Джоні Мітчелл                                             | 4:21                                                      |
| 14.                                                       | «Predictable»                                             | Аплін                                                     | 3:58                                                      |

## Чарти
| Чарт (2015)                     | Найвища позиція |
| ------------------------------- | --------------- |
| Австралія (ARIA)                | 38              |
| Бельгія (Ultratop Flanders)     | 171             |
| Бельгія (Ultratop Wallonia)     | 166             |
| Ірландія (IRMA)                 | 41              |
| Великобританія UK Albums (ОСС)  | 14              |
| Шотландія Scottish Albums (ОСС) | 15              |